# Norberto Perini
Norberto Perini (Carpiano, 6 giugno 1888 – Rho, 9 dicembre 1977) è stato un arcivescovo cattolico italiano.

## Biografia
Nacque a Carpiano, in provincia ed arcidiocesi di Milano, il 6 giugno 1888; l'ultimogenito dei suoi 12 fratelli era il senatore Carlo Perini.
Il 7 luglio 1912 fu ordinato presbitero, nella cattedrale di Milano dal cardinale Andrea Carlo Ferrari.

### Ministero episcopale
Il 22 ottobre 1941 papa Pio XII lo nominò arcivescovo metropolita di Fermo; succedette ad Ercole Attuoni, deceduto il 31 maggio precedente. Il 30 novembre seguente ricevette l'ordinazione episcopale, nella basilica di San Giovanni Battista a Busto Arsizio, dal cardinale Alfredo Ildefonso Schuster, co-consacranti l'arcivescovo Enrico Montalbetti e il vescovo Ettore Castelli. Il 5 gennaio 1942 prese possesso dell'arcidiocesi.
Dal 1952 aiutò le opere intraprese da don Ernesto Ricci e dalla beata Madre Speranza di Gesù, come la creazione degli Artigianelli del Sacro Cuore. Ricoprì l'incarico di presidente della Commissione episcopale per le attività culturali della Conferenza Episcopale Italiana.
Il 21 giugno 1976 papa Paolo VI accolse la sua rinuncia, presentata per raggiunti limiti di età e problemi di salute, alla guida pastorale dell'arcidiocesi di Fermo; gli succedette l'arcivescovo coadiutore Cleto Bellucci.
Morì il 9 dicembre 1977, all'età di 89 anni, a Rho, nella casa di riposo dedicata a suo fratello, che lui aveva inaugurato nel 1955.

## Genealogia episcopale e successione apostolica
La genealogia episcopale è:
- Cardinale Scipione Rebiba
- Cardinale Giulio Antonio Santori
- Cardinale Girolamo Bernerio, O.P.
- Vescovo Claudio Rangoni
- Arcivescovo Wawrzyniec Gembicki
- Arcivescovo Jan Wężyk
- Vescovo Piotr Gembicki
- Vescovo Jan Gembicki
- Vescovo Bonawentura Madaliński
- Vescovo Jan Małachowski
- Arcivescovo Stanisław Szembek
- Vescovo Felicjan Konstanty Szaniawski
- Vescovo Andrzej Stanisław Załuski
- Arcivescovo Adam Ignacy Komorowski
- Arcivescovo Władysław Aleksander Łubieński
- Vescovo Andrzej Stanisław Młodziejowski
- Arcivescovo Kasper Kazimierz Cieciszowski
- Vescovo Franciszek Borgiasz Mackiewicz
- Vescovo Michał Piwnicki
- Arcivescovo Ignacy Ludwik Pawłowski
- Arcivescovo Kazimierz Roch Dmochowski
- Arcivescovo Wacław Żyliński
- Vescovo Aleksander Kazimierz Bereśniewicz
- Arcivescovo Szymon Marcin Kozłowski
- Vescovo Mečislovas Leonardas Paliulionis
- Arcivescovo Bolesław Hieronim Kłopotowski
- Arcivescovo Jerzy Józef Elizeusz Szembek
- Vescovo Stanisław Kazimierz Zdzitowiecki
- Cardinale Aleksander Kakowski
- Papa Pio XI
- Cardinale Alfredo Ildefonso Schuster, O.S.B.
- Arcivescovo Norberto Perini

La successione apostolica è:
- Vescovo Roberto Massimiliani (1948)
- Vescovo Gaetano Michetti (1961)